# Eozygodon
Eozygodon — вимерлий рід хоботних родини Mammutidae. 
Це монотипний рід, який містить єдиний вид E. morotoensis, названий в 1983 році. 

Відомий з раннього міоцену Африки (Кенія, Уганда, Намібія). і , можливо, середнього міоцену Китаю. 

Вважається примітивним представником сімейства, що зберігає довгу нижню щелепу (лонгірострин) з нижніми бивнями. 

Верхні бивні невеликі і лише трохи розходяться один з одним. 
Череп дорослого (приблизно 24-26 років в еквіваленті років зношування зубів африканського слона) AM 02 з Аухаса, Намібія, був приблизно такого розміру, як у 10-річного американського мастодонта 
,
приблизно 60 сантиметрів у максимальну довжину. 

Деякі автори припускають, що Eozygodon може бути менш тісно пов'язаний з іншими членами Mammutidae, ніж інші мамутиди з Elephantida, що робить Mammutidae типово визначеними парафілетичними. 